# Орден Людвіга (Баварія)

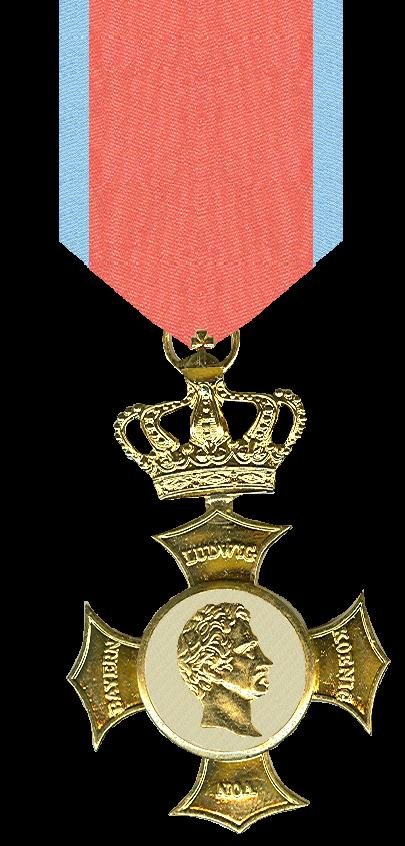
Аверс хреста.

Орден Людвіга (нім. Ludwigsorden) — нагорода Баварського королівства.

## Історія
Орден заснував король Людвіг I 25 серпня 1827 року для нагородження придворних, державних, військових і церковних службовців за 50 років служби. Орден заднім числом отримали всі, хто на момент заснування вже прослужив 50 і більше років.
Всього існували 2 варіанти нагороди:
- хрест — для офіцерів, священнослужителів, придворних і державних службовців в ранзі радника і вище;
- медаль — для осіб нижчого рангу.

Орден вручали до 1914 року. Всього відбулись 1118 підтверджених нагороджень.

## Опис
Золотий пізанський хрест із круглим білим емальованим медальйоном в центрі, увінчаний королівською короною. На аверсі в центрі зображений профіль короля Людвіга, на променях хреста — напис LUDWIG KOENIG VON BAYERN (укр. Король Людвіг Баварський). На реверсі в центрі зображений напис FÜR EHREN VOLLE FÜNFZIG DIENSTES JAHRE (укр. На честь повних 50 років служби), оточений зеленим вінком в дубового листя, на променях хреста — дата заснування нагороди AM 25 AUGUST 1827.
Кругла медаль також виготовлялась із золота. На аверсі зображений профіль короля, оточений написом LUDWIG KOENIG VON BAYERN. Реверс аналогічний медальйону хреста, але дата зображена внизу під вінком.
Орден носили на лівому боці грудей на малиновій стрічці з блакитними смугами по краях.